# 学校法人日本医科大学
学校法人日本医科大学（がっこうほうじんにほんいかだいがく、英称:Nippon Medical School Foundation）は、日本の学校法人。

## 設置している教育機関
- 日本医科大学
- 日本獣医生命科学大学 （旧：日本獣医畜産大学）
- 日本医科大学看護専門学校

## 設置している医療機関

### 大学病院
- 日本医科大学付属病院
- 日本医科大学武蔵小杉病院
- 日本医科大学多摩永山病院
- 日本医科大学千葉北総病院

### その他
- 日本獣医生命科学大学付属動物医療センター
- 健診医療センター
- 呼吸ケアクリニック
- 腎クリニック

## 設置しているセンター・研究所
- 先端医学研究所
- ICT推進センター
- 知的財産推進センター
- 国際交流センター
- しあわせキャリア支援センター
- 研究統括センター
- 利益相反マネジメント委員会

## 設置しているその他の施設
- 日本医科大学済生学舎ギャラリー
- 日本獣医生命科学大学ワイルドライフミュージアム
- 富士アニマルファーム

## 歴代理事長
| 代 | 氏名         | 就任       | 退任       |
| -- | ------------ | ---------- | ---------- |
| 1  | 小此木信六郎 | 1918年4月  | 1928年1月  |
| 2  | 塩田廣重     | 1928年1月  | 1955年11月 |
| 3  | 河野勝齋     | 1955年11月 | 1962年9月  |
| 4  | 石川正臣     | 1962年10月 | 1971年9月  |
| 5  | 高橋末雄     | 1971年9月  | 1985年5月  |
| 6  | 永井氾       | 1985年5月  | 1990年4月  |
| 7  | 宮川忠夫     | 1990年5月  | 1991年11月 |
| 8  | 大塚敏文     | 1991年12月 | 2001年12月 |
| 9  | 赫彰郎       | 2001年12月 | 2017年1月  |
| 10 | 坂本篤裕     | 2017年1月  | 2025年4月  |
| 11 | 汲田伸一郎   | 2025年4月  | （現職）   |

## 税制上の優遇措置

### 特定公益増進法人
- 本法人は、『私立学校法第3条に規定する学校法人で学校の設置若しくは学校及び専修学校若しくは各種学校の設置を主たる目的とするもの又は私立学校法第64条第4項の規定により設立された法人で専修学校若しくは各種学校の設置を主たる目的とするもの』として特定公益増進法人の交付を受けている法人である。そのため、寄附金の額に応じて個人・法人の所得から控除（個人は確定申告、法人は当該事業年度の損金算入による手続き）される税法上の優遇措置を受けられる。[1]設備や機器による形態の寄附も同様。

### 受配者指定寄附金
- 企業等の法人が日本私立学校振興・共済事業団を通じて指定する学校法人へ行う寄附制度。本制度を利用することで、寄附金を支出した事業年度に当該寄付金額を損金に算入することがでる税法上の優遇措置[2]を受けられる。

### 寄附講座寄附金
- 企業等の法人が寄附講座寄附金（提携/連携講座寄附金など）を開設した場合、法人税法により、寄付金を支出した事業年度に当該寄附金額を損金に算入し、税法上の優遇措置を受けられる。
- 個人が寄附講座寄附金（提携/連携講座寄附金など）を開設した場合、所得税法、住民税（地方税法(県民税・市町村民税)）により、総所得金額から寄附金の額を控除することができ、税法上の優遇措置を受けられる。

### 現物寄附
- 租税特別措置法により、土地、建物、株など有価証券等の現物寄附の「みなし譲渡所得（値上がり益等）」は非課税として控除される。[3][4]

### 遺贈
- 租税特別措置法により、遺贈（遺言信託）を行った場合、相続税が非課税として控除される。[3][4]